# زیردریایی یو-۱۱۶۳
زیردریایی یو-۱۱۶۳ (به انگلیسی: German submarine U-1163) یک زیردریایی است که طول آن ۶۷٫۱۰ متر (۲۲۰ فوت ۲ اینچ) می‌باشد. این زیردریایی در سال ۱۹۴۴ ساخته شد.